# Casa Hacienda Illanya
Casa Hacienda Illanya es una vivienda situada en Abancay, departamento de Apurímac. Actualmente es sede del Museo Arqueológico, Antropológico de Apurímac.

## Historia
La hacienda data de inicios del siglo XVII. La primera propietaria fue Isabel Junco y Estrada, luego pasó al convento de Santa Catalina de Abancay, del Coronel Isidoro Guisado, La Sociedad Lázaro Letona e Hijos, Antonio Araoz y Cirilo Trelles. La última dueña fue María Letona.
Entre 1860 y 1890 se construye la casa hacienda. En 2006 se completó la restauración.

## Descripción
La construcción se caracteriza por el estilo francés. En su interior está decorado con murales referentes a la flora del lugar. En el exterior destaca los balcones con vista al valle. Está distribuido en forma de "L" y consta de dos niveles hechos en base de adobe, cal y piedras.
El edificio es Patrimonio Cultural de la Nación, y funciona como oficina del Ministerio de Cultura y un museo.